# Сибирский физико-технический институт
Сиби́рский фи́зико-те́хнический институ́т (СФТИ) и́мени акаде́мика В. Д. Кузнецо́ва — первый в Сибири НИИ, организован при Томском государственном университете.

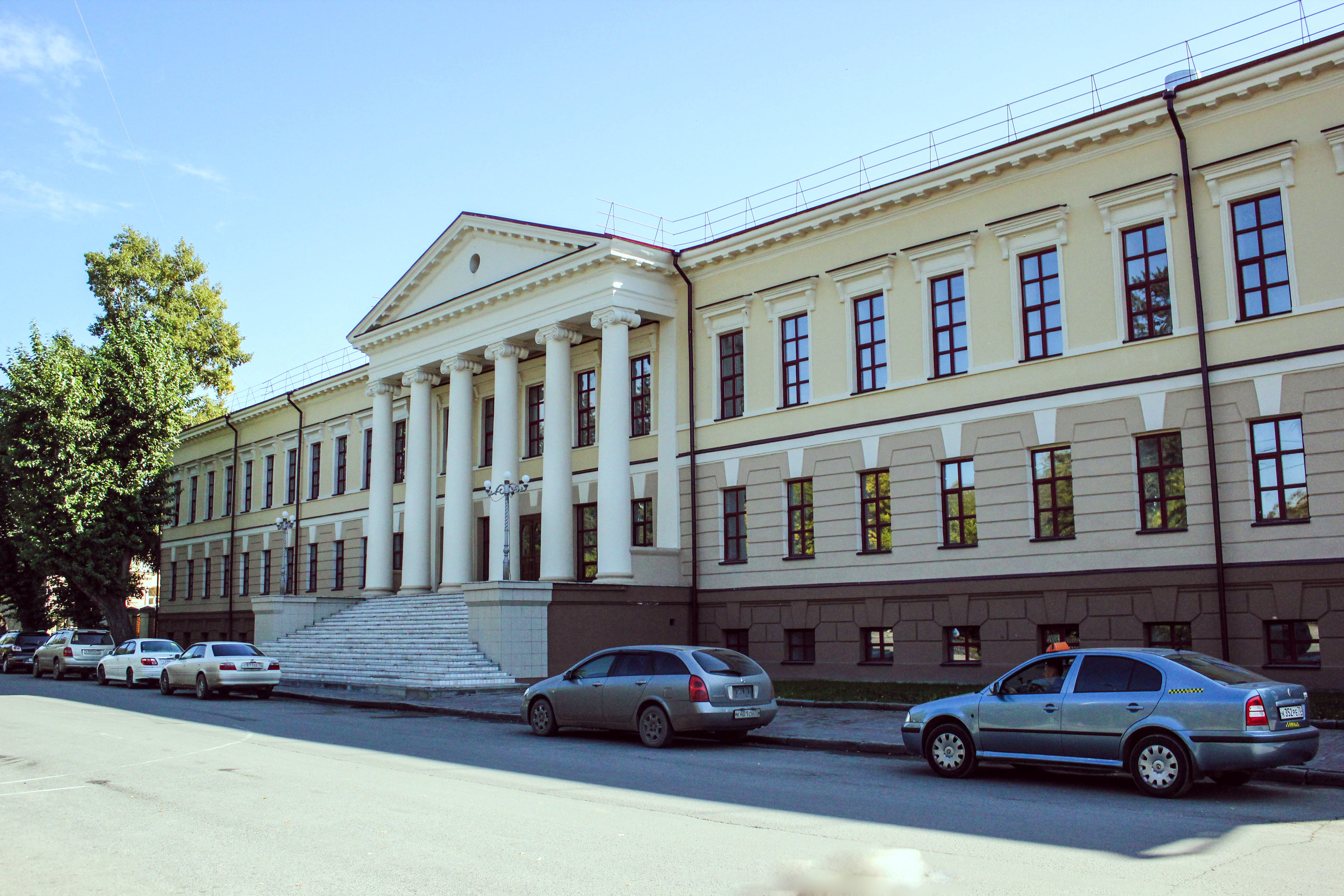
Главный корпус института, №

Директор СФТИ — Александр Потекаев.

## История
Был организован постановлением СНК РСФСР 1 октября 1928 года на базе Институте прикладной физики при Сибирском техническом институте, НИИ прикладной физики, кафедры физики и физического кабинета Томского университета. Решением Томского горсовета институту было выделено здание бывшего губернского управления (двухэтажное кирпичное здание в стиле ампир, выстроенное в 1838—1842 годах по проекту губернского архитектора А. П. Деева на основе проекта А. Д. Захарова в традициях русского классицизма.
Первым директором стал И. А. Самойлов, руководивший до того НИИ прикладной физики. В 1932 году СФТИ вошёл в структуру ТГУ.
В 1936 году в СФТИ была организована первая в стране ионосферная станция (руководитель — В. Н. Кессених).
В годы Великой Отечественной войны в Институте были исследованы важные проблемы, связанные с оборонной тематикой: технологии сверхскоростного резания металлов, свойства бронепробиваемости, рецептура электроизоляционных материалов, новые дешевые сплавы металлов. В госпиталях широко использовался созданный в СФТИ радиощуп (прибор Одинцова — Кашкина) для обнаружения металлических осколков в теле раненых. Под руководством А. Б. Сапожникова была разработана дефектоскопная тележка (модель ДС-13) для железнодорожного транспорта страны. Под руководством профессора Н. А. Прилежаевой был разработан и освоен к выпуску в мастерских института прибор для спектрального анализа горных пород. Прибором оснащались геологические партии, что существенно ускоряло поисковые работы в геологических поисковых партиях Сибирского региона. В 1943 году доцент М. С. Горохов закончил баллистические расчеты орудий, предложил новые методы проектирования артиллерийских систем, на основе экспериментальных исследований сформулировал способы усовершенствования существующих типов дульных тормозов.
К началу 1950-х годов СФТИ восстановил кадровый состав в основном за счет демобилизованных из армии сотрудников и выпускников физико-математического факультета ТГУ.
С 1954 года по 1978 год в СФТИ было открыто 18 новых лабораторий, в добавление к этому было открыто шесть проблемных лабораторий физического профиля в ТГУ, которые работали в тесном контакте с Институтом. Возникли и стали быстро развиваться исследования в области физики полупроводников, электроники, физики ферритов, оптики атмосферы, кибернетики, по жаропрочным сплавам (руководитель В. Д. Кузнецов), по теории сплавов (Л. Е. Попов, В. Е. Панин), новым полупроводниковым материалам (В. А. Преснов, М. А. Кривов), порошковой металлургии (К. В. Савицкий), квантовой теории твердого тела (Е. И. Чеглоков, В. А. Чалдышев), распространению радиоволн (В. А. Филоненко), электродинамике линий передач и излучающих систем, дифракции (М. С. Бобровников), интроскопии немагнитных материалов (А. Б. Сапожников, В. С. Семёнов), модуляционному усилению (В. Н. Детинко), оптики атмосферы (В. Е. Зуев), кибернетике и теории информации, автоматизации программирования и логическому синтезу, автоматическому управлению (П. П. Бирюлин, А. Д. Закревский, Г. А. Медведев, А. А. Уткин, В. П. Тарасенко и Ф. П. Тарасенко).
В 1958 году в СФТИ был оснащён первой в Сибири ЭВМ — «Урал-I».
в 1958 году СФТИ включился в работы по международной программе Международного геофизического года (ионосферная станция).
В 1957—1958 годах в Томске начинает издаваться единственный за Уралом Всесоюзный физический журнал высшей школы «Известия вузов. Физика». Журнал редактирует В. Д. Кузнецов.
В декабре 1967 года СФТИ посетил Президент АН СССР М. В. Келдыш с делегацией учёных и руководителей советской науки.
На базе подразделений СФТИ возник ряд самостоятельных учреждений: в 1964 году был открыт отраслевой НИИ полупроводниковых приборов. В 1968 году на базе спецотдела СФТИ возник НИИ ПММ ТГУ. В 1969 году создан первый в Томске институт АН СССР (Институт оптики атмосферы СО АН СССР). Организованный в 1969 году отдел физики металлов (руководитель В. Е. Панин) впоследствии (1984) вырос в Институт физики прочности и материаловедения (1984).
В 1973 году был построен новый лабораторный корпус на площади Южная (улица Фёдора Лыткина, д. 28г).
В 1978 году СФТИ награждён орденом Трудового Красного Знамени.
СФТИ был головной организацией в СССР по разработке средств поиска различного рода включений в грунтах, разработанный в Институте прибор (РИПК-1) позволял с высокой точностью осуществлять поиск подземных коммуникаций на глубине до 4 м (металлические трубы, силовые и телефонные кабели).

### Руководство
Академик Владимир Дмитриевич Кузнецов был директором СФТИ с 1929 по 1933 и с 1937 по 1960 годы. В 1964 году СФТИ было присвоено имя В. Д. Кузнецова.
В 1933—1936 годах директором был Владимир Николаевич Кессених.
В 1960—1984 годах Институт возглавлял М. А. Кривов, в 1984—1992 годах М. В. Кабанов, затем А. Г. Колесник.

### Ведущие сотрудники
В разные годы в Институте сотрудничали выдающиеся ученые академик В. Д. Кузнецов, академик В. Е. Зуев, академик В. Е. Панин, Заслуженный деятель науки РФ Г. В. Майер, Заслуженный деятель науки и техники РСФСР В. Н. Кессених, выдающийся организатор науки А. Д. Колмаков, выдающийся специалист в области ядерной физики А. К. Красин, лауреат Сталинской премии М. А. Большанина, Заслуженный деятель науки и техники РСФСР М. С. Горохов, член-корр. АН СССР М. В. Кабанов, член-корр. РАН С. Д. Творогов, Заслуженный деятель науки и техники РСФСР Н. А. Прилежаева, лауреат Государственной премии СССР И. Н. Воженин, В. П. Тарасенко (впоследствии лауреат Государственной премии РФ), Л. В. Комаровский (впоследствии Заслуженный деятель науки РФ), Г. С. Соломин (кавалер ордена Ленина), лауреат Премии Ленинского комсомола Заслуженный деятель науки и техники РСФСР А. Ф. Петров и другие.
С 1961 по 1982 год в СФТИ занимался проблемой использования дельфинов в военных целях инженер Виктор Колупаев, известный писатель-фантаст.
В некоторые годы штатный состав СФТИ достигал 30 % от численности сотрудников ТГУ.

## Структура
- Отдел геофизики и экологии
- Отдел радиофизики
- Отдел радиофизических методов контроля
- Отдел радиоэлектроники
- Отдел фотоники молекул
- Отдел теоретической физики
- Отдел физики полупроводников
- Отдел физики полупроводниковых приборов
- Отдел физики металлов
- Отдел сплавов и композиционных материалов
- Научно-исследовательский институт медицинских материалов и имплантатов с памятью формы